# Хеменлина
Хеменлина (фин. Hämeenlinna, швед. Tavastehus) је град у Финској, у јужном делу државе. Хеменлина је седиште и највећи град округа Ужа Тавастија, где град са окружењем чини истоимену општину Хеменлина.

## Географија
Град Хеменлина се налази у јужном делу Финске. Од главног града државе, Хелсинкија, град је удаљен 100 км северно.
Рељеф: Хеменлина се сместила у југоисточном делу Скандинавије, у историјској области Тавастија. Подручје града је равничарско до брежуљкасто, а надморска висина се креће око 85 м.
Клима у Хеменлини је континентална, мада је за ово за финске услова блажа клима. Стога су зиме нешто блаже, а дуге, а лета свежа.
Воде: Хеменлина се развила на омањем језеру Ванајавеси, које дели град на западни и источни део.

## Историја
Хеменлина је старо насеље, настало у време викиншке ере. Тада је насеље било познато као „Ванаја“. У 13. веку Швеђани су овде подигли замак, уз који се ускоро образовало сеоско насеље.
Ово насеље је добило градска права 1639. године 
Последњих пар деценија град се брзо развио у савремено градско насеље јужног дела државе.

## Становништво
Према процени из 2012. године у Хеменлини је живело 49.462 становника, док је број становника општине био 67.577.
| 1980.  | 1990.  | 2000.  | 2012.  |
| ------ | ------ | ------ | ------ |
| 32.607 | 41.160 | 45.089 | 49.462 |

Етнички и језички састав: Хеменлина је одувек била претежно насељена Финцима. Последњих деценија, са јачањем усељавања у Финску, становништво града је постало шароликије. По последњим подацима преовлађују Финци (97,5%), присутни су и у веома малом броју Швеђани (0,3%), док су остало усељеници.

## Галерија
- Родна кућа и музеј Јана Сибелијуса
- Градско позориште
- Главна протестантска црква у граду
- Православна црква у граду